# Micrambe aubrooki
Micrambe aubrooki là một loài bọ cánh cứng trong họ Cryptophagidae. Loài này được Donisthorpe miêu tả khoa học năm 1939.